# Cal Montagut
Cal Montagut és un edifici de Marçà (Priorat) catalogat com a bé cultural d'interès local.

## Història
La família Montagut, de llarga tradició local, ja era coneguda a principis del segle xvii per la cessió de terres que va fer a l'ordre de les Serventes de Maria, a fi que s'instal·lessin al poble. Al segle xviii, feren aixecar l'actual edifici en substitució d'un altre de més antic, d'una excel·lent qualitat formal. Al segle xix, eren uns dels principals colliters i propietaris de Marçà, i així constaven també a principis del segle xx. L'antiga propietat i la casa pertanyen actualment a l'empresa Colàs i Giné de Reus.

## Descripció
Construcció sòlida, de planta quadrada, bastida de maçoneria arrebossada i pintada, amb reforç de carreu als angles i revestiment de pedra a la franja inferior. Consta de planta baixa, dos pisos, golfes i teulada a quatre vessants. La llumenera de l'escala s'aixeca un nivell per sobre de la resta de la teulada, a la zona central, i presenta coberta de forma piramidal.
La façana, resolta simètricament, presenta dues portes i dues finestres a la planta baixa, quatre finestres al primer pis, quatre balcons al segon i quatre finestrelles ovalades a les golfes. Sobre la porta principal hi ha un escut en relleu, mentre que a la part superior de la façana, s'hi troba un rellotge de sol que ha estat restaurat. A la part posterior hi ha edificis auxiliars annexes i un jardí.